# Fronteira França–Países Baixos
A fronteira entre França e Países Baixos é a linha que limita os territórios ultramarinos da França e dos Países Baixos na ilha de São Martinho, no mar das Caraíbas. O seu traçado foi fixado em 23 de março de 1648. A fronteira estende-se por 16 km e corta a ilha de São Martinho em uma direção oeste-leste. A parte francesa estende-se ao norte e a parte neerlandesa ao sul.

## Descrição

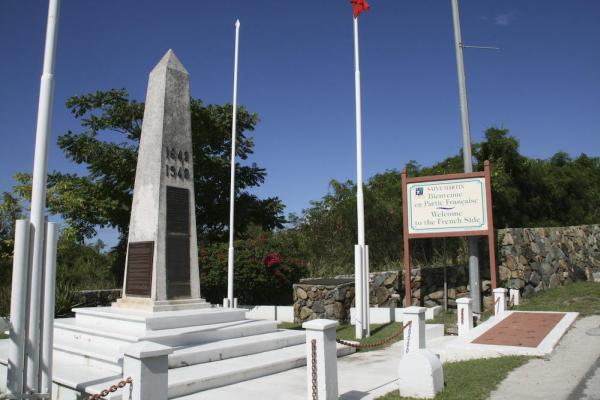
Cruzamento da fronteira franco-neerlandesa em São Martinho.

A fronteira internacional entre a França e os Países Baixos se inicia a oeste na Baía de Cupecoy e depois prossegue para leste, cortando a Rue de Terre-Basses/Rhine Road. Em seguida, atravessa a Lagoa da Baía Simpson entre a ilha de Little Key (holandesa) e Grand Islet (francesa). De volta à terra, atravessa a Rue de Hollande/Union Road e depois vira para nordeste, atravessando Sint Peter Hill, Mont des Accords, Concordia Hill, Marigot Hill, Mount Reward e Mount Flagstaff. Em seguida, vira para sudeste e depois para leste, terminando no leste na baía Oysters Pond.
Com uma área de 87 quilômetros quadrados a ilha é dividida aproximadamente 60:40 entre a República Francesa (53 km2) e o Reino dos Países Baixos (34 km2) pela fronteira de 16 km. No entanto, as duas partes possuim números aproximadamente iguais em termos de população.

## História

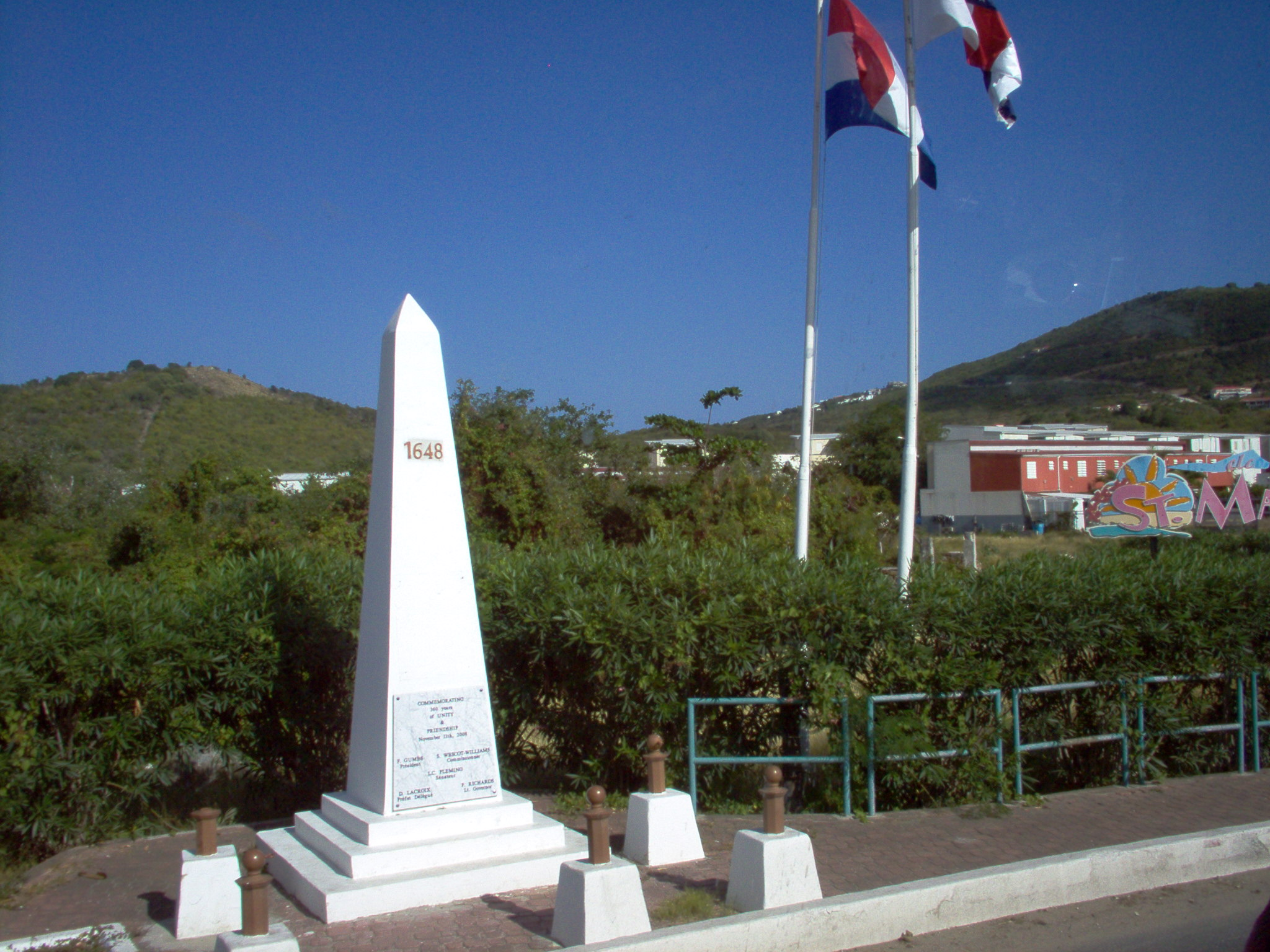
Monumento fronteiriço na ilha de São Martinho

Historicamente habitada pelos povos indígenas Aruaques e Caraíbas, a ilha de São Martinho foi descoberta pela primeira vez pelos europeus em 1493, quando Cristóvão Colombo navegou próximo a ilha em sua segunda viagem às Américas. Inicialmente disputado entre a República Holandesa e o Reino da Espanha, os espanhóis retiraram sua reivindicação na década de 1640, apenas para os franceses começarem a se estabelecer no norte da ilha. A fim de evitar conflitos territoriais, o Reino da França e o República Holandesa assinaram o Tratado de Concórdia em 23 de março de 1648, que formalmente dividiu a ilha em duas jurisdições. A fronteira final foi confirmada em 1817.
Em 1994, a França e os Países Baixos assinaram o tratado franco-neerlandês sobre os controlos fronteiriços de São Martinho, que melhorou os controlos fronteiriços mútuos nos seus aeroportos da ilha.